# Kås
Kås is een plaats in de Deense regio Noord-Jutland, gemeente Jammerbugt. De plaats telt 2049 inwoners (2008). Het dorp ligt aan de voormalige spoorlijn Hjørring - Aabybro. Het stationsgebouw is nog aanwezig.

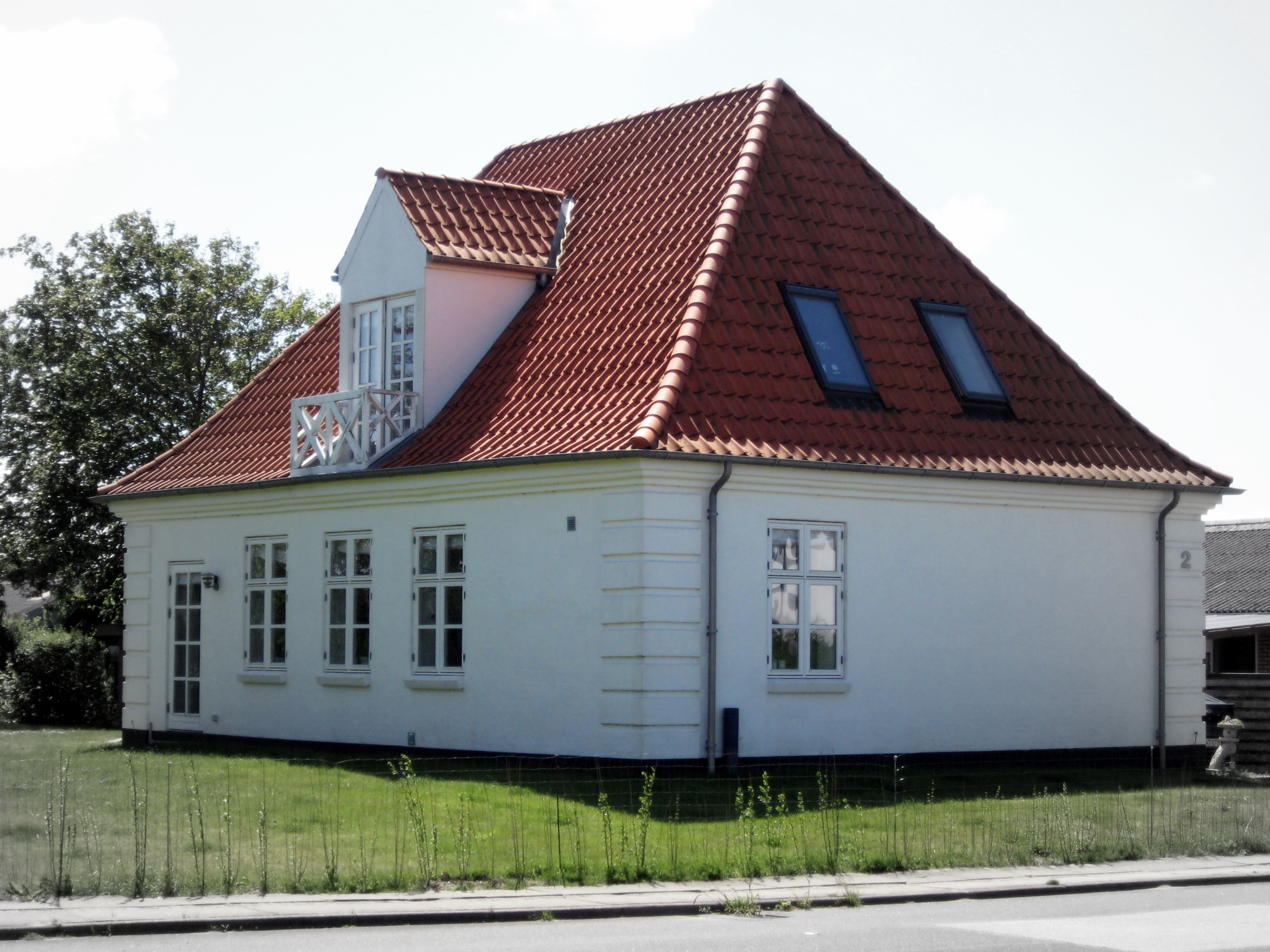
Voormalig station van Kås
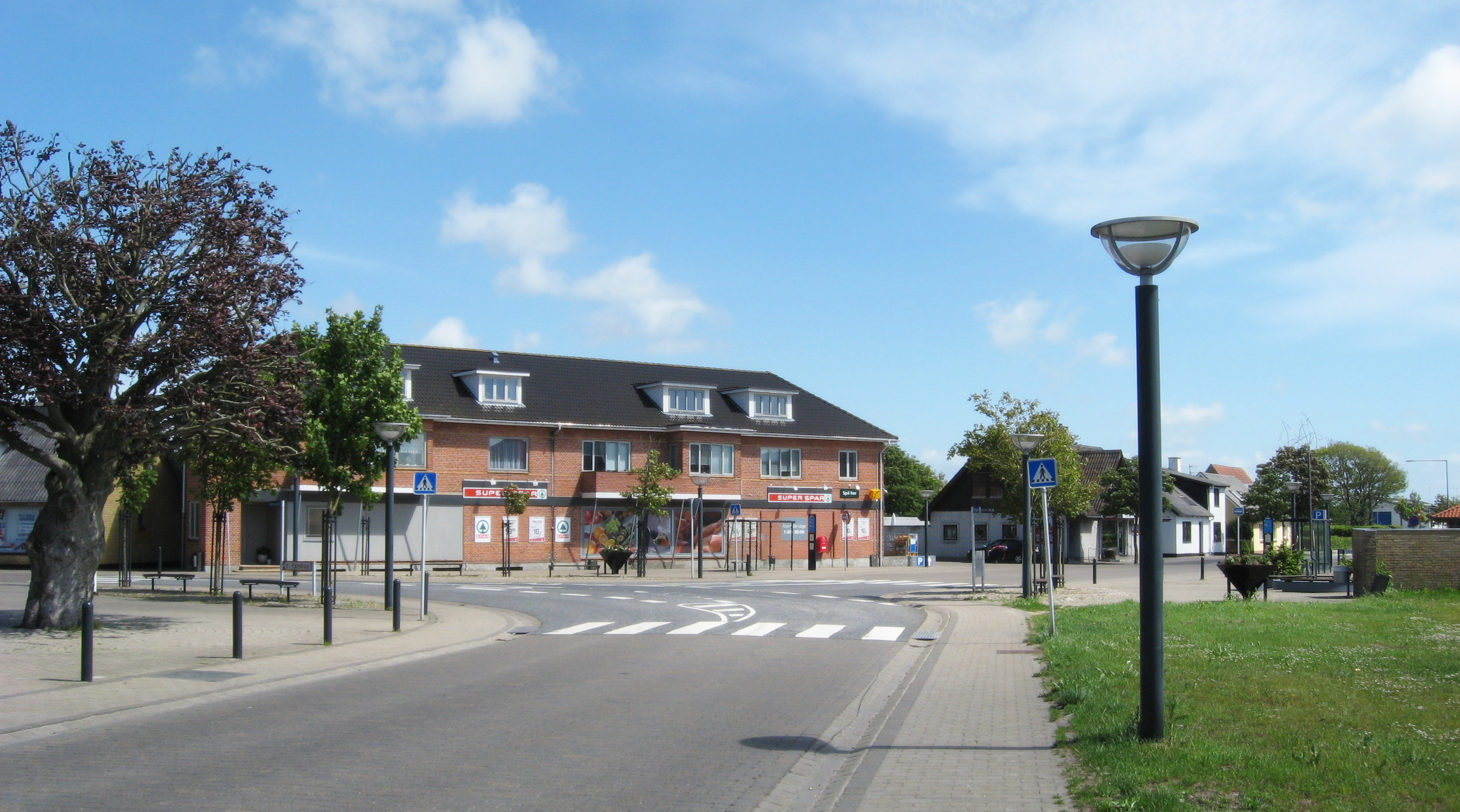
Zicht op Kås

- Library of Congress Control Number: n87931259
- MusicBrainz: a634ee69-3c05-440e-907d-ef68168b0e9f
- Nationale Bibliotheek van Israël: 987007564966605171
- Virtual International Authority File: 126767294